# 밀러와 유리의 실험

밀러와 유리의 실험 도해

밀러와 유리의 실험(영어: Miller-Urey experiment) 또는 밀러 실험(영어: Miller experiment)은 초기 지구의 가상적인 환경을 실험실에서 만들어, 그 조건에서 화학진화가 일어나는지 여부를 알아보는 실험이다. 생명의 기원에 대한 과학적 가설 중 유기 화합물이 무기 화합물로 구성된 원시 대기에서 자연적으로 발생 가능함을 실험적으로 입증한 실험이다. 1952년 시카고 대학의 스탠리 밀러가 해럴드 유리의 지도 하에 이 실험을 설계 및 수행하였다. 무기 화합물의 조성을 가진 원시 대기에서 유기 화합물이 합성되는 화학반응이 일어났을 것이라는 가설은 오파린과 홀데인이 세운 것이다.
2007년 밀러의 사후, 과학자들은 1952년 실험에서 얻어진 대기 조성을 다시 분석하였고 당초 종이 크로마토그래피로 검출한 것보다 더 다양한 종류의 아미노산이 포함되어 있었음을 발견했다. 이 실험에서 원시 대기로 사용된 기체 조성이 부적절하다는 비판에 여러 차례 비슷한 실험이 이루어졌는데, 아미노산을 비롯한 라세미 혼합물이 공통적으로 검출되어 실험의 결과가 뒤집어지지는 않았다.

## 실험 과정
실험에는 수증기(H2O), 메테인(CH4), 암모니아(NH3), 수소(H2)가 사용된다. 화학 물질들은 살균된 유리관과 플라스크로 이루어진 루프형의 실험기구 안에 밀봉된다. 실험기구 중에 플라스크 하나에는 물이 반쯤 채워져 있고, 다른 하나에는 한 쌍의 전극이 들어있다. 물은 가열하여 기화시키고, 수증기가 포함된 내부 공기중에 불꽃을 튀겨, 자연의 번개를 재현해 낸다. 그리고, 다시 공기는 식혀져서 수증기는 물이 되고 처음 플라스크로 돌아가는 이 과정을 계속 반복한다.
일주일 동안 계속 실험을 행한 결과, 유리와 밀러는 10~15%의 탄소가 유기 화합물로 합성된 것을 관찰하였다. 더욱이, 2%의 탄소는 살아 있는 세포의 단백질을 구성하는 아미노산 중에 몇 종류의 형태라는 결과도 얻었다. 결론적으로 밀러는 원시 대기의 조성을 기초하여 원시 지구의 모형을 만들고 결과 반응을 조사하는 것이 연구의 테마였다.

## 해석
생성된 분자들은 완전한 살아있는 생화학적 시스템을 이루기에는 상대적으로 모자란 단순한 유기물질이었다. 그러나, 실험은 이미 있는 생명체를 가정하지 않고, 자연적인 과정만으로 생명체를 이루는 기본 요소들이 생성될 수 있다는 사실을 확립시켰다.

## 의의와 중요한 사실들
1. 원시 대기 환경이 수소, 메테인, 암모니아 등 환원성 기체로 이루어졌다는 것은 최근 증거들과 일치하며, 초기 지구가 약하게 환원적인 대기 상태였다는 것을 알려준다. 이것은 밀러와 유리의 실험이 올바른 환경에서 이루어졌음을 보여준다.[8] 초기 지구의 대기에 충분한 산소가 없었음을 나타내는 다양한 증거들이 있으며, 이는 원시 대기의 환원성을 더욱 확실히 알려주는 지표가 된다.[9] 현대에는 이러한 연구가 원시 생명의 탄생의 모델을 연구하는 기초가 되고 있다.
2. 2014년 RNA 합성 실험으로, 밀러와 유리의 실험 결과는 다시 한번 입증되었으며, 아미노산뿐만 아닌 다른 유기물이 합성되는 것도 확인되었다.[10]
3. 밀러와 유리의 실험은 생명체에서 단백질 합성에 사용되는 20가지 아미노산 중에서 13가지를 생성하였으며,[11] 무기물로부터 유기물이 형성되는 과정을 최초로 알아낸 데에 의의가 있다.
4. 번개와 같은 방전을 재현하여 아미노산 합성에 필요한 에너지를 공급되는 과정을 제공했다. 이는 번개보다 에너지가 적지만 그보다 적은 에너지로도 충분히 아미노산이 합성이 될 수 있음을 보여준 것으로, 이것이 자연 환경에서도 충분히 재현 가능한 것임을 확신할 수 있게 해주었다.

## 이후의 연계 실험들
스탠리 밀러는 이후에 원시 대기에 관한 연구를 좀 더 진행하여, 기체 크로마토그래피를 이용하였으며, 사망시까지 연구에 손을 놓지 않았다. 밀러가 사망한 뒤 그의 제자이자 오랜 동료였던 제프리 베다 교수는 밀러의 유품에서 1950년대 실험에서 얻은 물질이 들어있는 유리병이 담긴 박스를 발견했다. 최신 분석 장비로 이 물질의 조성을 분석한 결과 당시 밀러가 확인했던 것보다 더 많은 유기분자(아미노산 22종과 아민 5종)가 들어있음을 확인해 2008년 '사이언스'에 발표했다. 2008년, 제프리 베다 교수는 화산 분출의 구조와 스파크를 이용한 실험을 통해 더 많은 아미노산이 발견됨을 보여주었다. 이 실험에는 고출력의 액체 크로마토그래피와 질량분석기등이 이용되었다. 그 결과 22가지 아미노산, 5종류의 아민을 비롯한 수많은 수산화물이 생성되었다. 이 실험은 2010년에 황화수소 스파크 실험으로 재현되었으며, 발견된 아미노산은 아래에 표기한다.
- 발견된 아미노산은 *으로 표기한다.

| 발견된 아미노산           | 1952년 밀러 실험 | 2008년 화산스파크 실험 | 2010년 황화수소 스파크 실험 |
| ------------------------- | ---------------- | ---------------------- | --------------------------- |
| 글리신 (Glycine)          | *                | *                      | *                           |
| 알파 알라닌 (α-Alanine)   | *                | *                      | *                           |
| 베타 알라닌 (β-Alanine)   | *                | *                      | *                           |
| 아스파르트산              | *                | *                      | *                           |
| 알파 아미노낙산           | *                | *                      | *                           |
| 세린                      |                  | *                      | *                           |
| 이소세린                  |                  | *                      | *                           |
| 베타 아미노뷰티르산       |                  | *                      | *                           |
| 감마 아미노뷰티르산       |                  | *                      | *                           |
| 알파 아미노아이소뷰티르산 |                  | *                      | *                           |
| 베타 아미노아이소뷰티르산 |                  | *                      | *                           |
| 발린                      |                  | *                      | *                           |
| 이소발린                  |                  | *                      | *                           |
| 글루탐산                  |                  | *                      | *                           |
| 노르발린                  |                  | *                      |                             |
| 알파 아미노지방산         |                  | *                      |                             |
| 호모세린                  |                  | *                      |                             |
| 2-메틸 이소류신           |                  | *                      |                             |
| 베타 수산화 아스파르트산  |                  | *                      |                             |
| 오르니틴                  |                  | *                      |                             |
| 2-메틸 글루탐산           |                  | *                      |                             |
| 페닐알라닌                |                  | *                      |                             |
| 호모시스테인산            |                  |                        | *                           |
| S-메틸 시스테인           |                  |                        | *                           |
| 메티오닌                  |                  |                        | *                           |
| 황산 메티오닌             |                  |                        | *                           |
| 황화 메티오닌             |                  |                        | *                           |
| 류신                      |                  |                        | *                           |
| 이소류신                  |                  |                        | *                           |
| 에티오닌                  |                  |                        | *                           |

## 다른 실험들
폭스의 실험으로 아미노산 같은 간단한 유기물은 폴리펩타이드, 핵산과 같은 복잡한 유기물로 합성될 수 있음이 입증되었다.

## 결론
밀러(Miller, S.)와 유리(Urey, H.)의 실험은 오파린(Oparin, A. I.)과 홀데인(Haldane, J. B. S)의 원시 수프 모델에 의한 화학진화의 가능성을 보여주었다.

## 같이 보기
- 스탠리 밀러
- 알렉산드르 오파린
- 화학진화
- 생명의 기원